# 吉本魔方
吉本魔方（Yoshimoto Cube）是吉本直貴在1971年發明的可變形多面體機械益智玩具，其主要由八個相互連接的立方體組成，並且可以無限地折疊或展開，展開後的立方體可以拆開並組裝成兩個星形四角化菱形十二面體，亦可變回原本的立方體形狀。吉本魔方同時也被作為一種藝術創作收藏於現代藝術博物館。

## 歷史
1971年吉本直貴在研究立方體平均分成兩等分的其他方法時，發現了立方體可以由兩個星形菱形十二面體拼湊而成，這同時也是星形四角化菱形十二面體可以獨立填滿三維空間的因素之一，由於這個特性，經過特殊設計的立方體結構也能夠被分割為2個相等的星形菱形十二面體。吉本利用這個特性設計了一套能夠在立方體與星形菱形十二面體來回變形的魔方，並在1972年名為“從立方體到太空”的展中首次展出了這種魔術方塊，後來開發了三個商業化的商品版本。1982年，吉本魔方1號（Yoshimoto Cube No. 1）被現代藝術博物館永久收藏。

## 圖集

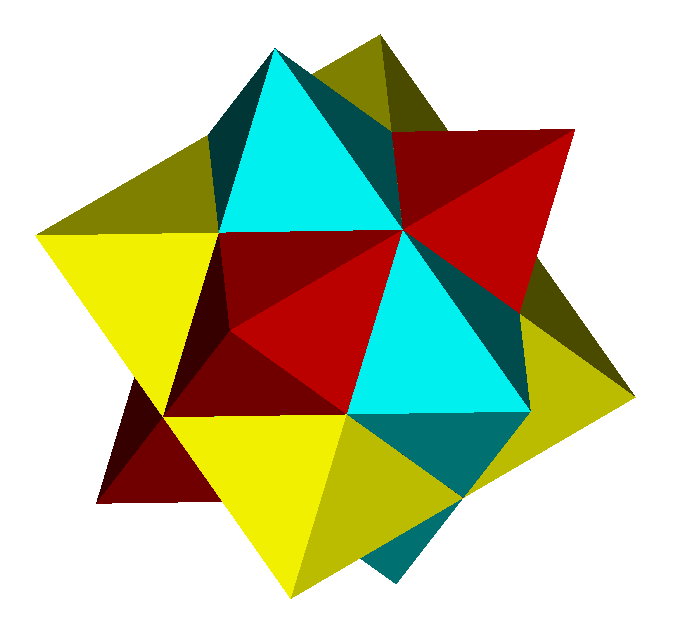
星形四角化菱形十二面體
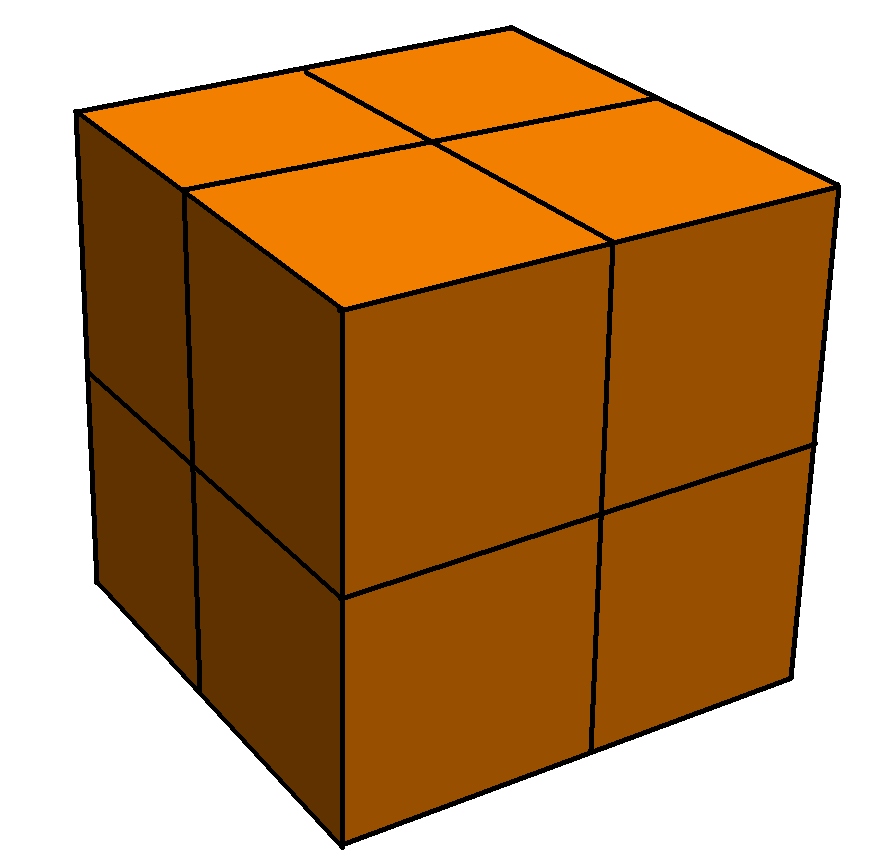
二階吉本魔方的外型
- 第一星形菱形十二面體分割成錐體與半立方體的STL模型